# Historia Gagauzji
Historia Gagauzji
Gagauzi, jako koloniści, przybyli do Besarabii z Bałkanów wraz z Bułgarami. Przesiedlenie to (w kilku falach) miało miejsce w drugiej połowie XVIII wieku, a także w wieku XIX. Najwięcej ludności przesiedliło się z terenu Dobrudży. Etnogeneza Gagauzów jest złożona, istnieje na ten temat wiele hipotez. Najczęściej widzi się w nich potomków średniowiecznych plemion tureckich (Uzów, Oguzów) lub Turków seldżuckich. Nie brak też opinii, w myśl których są oni sturczonymi Bułgarami, Grekami itd. Do czasów przesiedlenia się na teren Besarabii ich historia tak naprawdę jest nieznana. Przybywszy na ziemie położone pomiędzy Dniestrem a Prutem, osiedlili się głównie w południowej części Besarabii, zwanej Budziakiem.

## Wiek XIX
Od roku 1812 byli poddanymi carskiej Rosji. W latach 1856–1878 tereny zwartego osadnictwa gagauskiego w Budziaku podzielono pomiędzy Rosję a Księstwo (Hospodarstwo) Mołdawskie, któremu przypadło w udziale tzw. „Podunawie” - przy czym większość Gagauzów znalazła się wtedy po mołdawskiej stronie. Na mocy traktatu berlińskiego, kończącego kolejną wojnę rosyjsko-turecką, Gagauzi zamieszkali w „Podunawiu” stali się znów poddanymi cara, gdyż ziemie te włączono ponownie w skład Rosji. W okresie międzywojennym wsie gagauskie znalazły się w granicach Rumunii.

## Związek Radziecki
Po wymuszonym przez ZSRR odstąpieniu Besarabii (26 czerwca 1940 r.), na terytorium to wkroczyła Armia Czerwona, która pozostała w Besarabii do 22 czerwca 1941 roku. Po wybuchu działań wojennych tereny zwartego osadnictwa gagauskiego znalazły się ponownie w granicach Rumunii. Latem 1944 roku Besarabia została po raz drugi włączona w skład ZSRR, jednakże terytorium to podzielono pomiędzy dwie republiki związkowe: Mołdawską SRR oraz Ukraińską SRR. Obszar zwartego osadnictwa gagauskiego został znów podzielony - tym razem jednak większość wsi gagauskich pozostała w granicach Mołdawii, podczas gdy większość miejscowych Bułgarów znalazło się na Ukrainie (zwłaszcza miasto Bołgrad).

## Próby uzyskania autonomii
Gagauzi kilkakrotnie, w swojej historii, próbowali stworzyć własną autonomię (najczęściej padała propozycja stworzenia jej wraz z miejscowymi Bułgarami).
Pierwsza taka proklamacja miała miejsce już w czasach przynależności Podunawia do Mołdawii, jednakże największym echem w historii Gagauzów było powstanie komrackie w roku 1906, które było tylko lokalnym i bezkrwawym wystąpieniem, ale odegrało ono niezwykle ważną rolę propagandową w przyszłości, gdyż do tych wydarzeń Gagauzi nawiązywali najchętniej w staraniach o ustanowienie autonomii.

## Współczesność
W czasach przynależności do ZSRR o Gagauzach mówiło się niewiele. Ustanowiono piśmiennictwo gagauskie, a na krótki okres wprowadzono nawet nauczanie w języku ojczystym, ale bardzo szybko się z tych pomysłów wycofano. Odrodzenie dla Gagauzów przyszło dopiero pod koniec lat 80. XX wieku i było dziełem młodej inteligencji gagauskiej. Jej przedstawiciele, w lutym 1988 r. założyli w Komracie klub dyskusyjny pod nazwą Gagauz-halkı ("Lud Gagauski"). Organizacja ta szybko przerodziła się w ruch polityczny. W roku 1989 w mieście Czadyr Łunga powstały dwa ruchy społeczne o nazwach „Birlik” („Jedność”) oraz „Millet sancısı” („Ból Narodu”), a w Wulkaneszty „Vatan” („Ojczyzna”). W maju 1989 zadecydowano, że trzy organizacje: „Gagauz-halkı”, „Birlik” oraz „Vatan” zjednoczą się w jedną, pod wspólną nazwą „Gagauz-halkı”, przy czym każdy z tych podmiotów zachowa swoją samodzielność. Dnia 21 maja 1989 roku odbył się zjazd zjednoczeniowy społeczno-politycznych organizacji „Gagauz-halkı”. Wzięło w nim udział 528 delegatów, w tym 332 Gagauzów. Od tego momentu zaczęto czynić przygotowania do ustanowienia autonomii. 
Republika Gagauska została proklamowana 19 sierpnia 1990 roku (jako republika socjalistyczna) – był to jednakże twór separatystyczny w odniesieniu do Mołdawskiej SRR. Ogłoszono, że obywatele Republiki Gagauskiej zachowują obywatelstwo ZSRR, jednak przestają być obywatelami Mołdawskiej SRR. Po upadku ZSRR, Gagauzi znaleźli się w granicach nowego państwa jakim jest Republika Mołdawii, która swą niepodległość ogłosiła 27 sierpnia 1991. Od samego początku stosunki pomiędzy Komratem a Kiszyniowem były bardzo napięte. Władze centralne w Kiszyniowie nie uznawały secesji (zarówno władze Mołdawskiej SRR jak też władze niepodległej Mołdawii).
Dopiero 23 grudnia 1994 roku Parlament Republiki Mołdawii przyjął „Ustawę o Specjalnym Prawnym Statusie Gagauzji (Gagauz Yeri)”. W ten sposób powstała autonomia gagauska (Terytorium Autonomiczne Gagauzji) - pod oficjalną nazwą gagauską - Gagauz Yeri (po rumuńsku: Unitate teritorială autonomă Găgăuzia, po rosyjsku Gagauzija lub dokładniej Ziemla Gagauzija). W roku 1995 odbyło się referendum, mające na celu wytyczenie granic administracyjnych Gagauzji oraz ustanowienie stolicy Autonomii.
Po parafowaniu przez Mołdawię w listopadzie 2013 roku umowy stowarzyszeniowej z Unią Europejską parlament Gagauzji uchwalił przeprowadzenie referendum sprawdzającego, czy ludność chce integracji z Unią Europejską czy tworzoną przez Rosję unią celną. Władze Mołdawii uznały decyzję za wykraczającą poza kompetencje parlamentu Gagauzji i podjęły działania na rzecz zablokowania tej inicjatywy.